# サンチェーン
サンチェーンは、かつて存在した日本のコンビニエンスストア（CVS）チェーンの名称である。ダイエー傘下入りを経て、運営会社であるTVBサンチェーンの合併ののち、チェーンブランドがローソンに変更された。

## 概要
キャバレーハワイなどを経営していたTVB（トライアル・ベンチャー・ビジネス）社が、成長が見込めなくなったキャバレー事業から経営の軸足を移すため、CVS事業に進出した。
1976年の第1号店オープン以後、主に関東と関西を中心とした大都市圏に出店し、創業から1年で100店舗、翌年には200店舗と驚異的なスピードでの出店を行った。しかしこのほとんどが直営店であるにもかかわらず立地などの検討は甘いまま急速な出店を繰り返したため、1979年には数十店舗規模での閉店に追い込まれるなど急成長からわずか数年のうちに危機的状況へと陥っていった。
1980年にはダイエー傘下に入り、同系列で関西基盤のローソンジャパンと業務提携し、商品の共同開発など積極的な交流を行った。ローソンとの店舗展開エリアの再編成を経て、1989年に運営会社が対等合併。合併後、サンチェーンの本部があった東京に本社機能を集約した。
ダイエー傘下入り後にブランドロゴと店舗内外装のリニューアルを行い、大都市圏中心の店舗展開であったことから「シティ・コンビニエンス」というキャッチフレーズを掲げていた。またこの時期と前後して、店名の「サン（太陽）」に掛けて「あかるいね あったかいね サンチェーン」というキャッチコピーとサウンドロゴを用いたテレビCMが昼夜を問わず頻繁に放映された。関東ローカルでは番組提供をするケースもあり、フジテレビ『夕やけニャンニャン』などで頻繁に放映された。
ローソンとの合併後は、ローソンとの共通CM（BGMやサウンドロゴ、ブランドロゴは変更）を流していたが、ブランド統一が進むにつれてローソンのCMに「（お近くの）サンチェーンでもどうぞ」などのテロップを追加して対応する場合もあった。
関東と関西で展開を始めたサンチェーンであるが、後に店舗網を広げ（沿革参照）、ローソンへのブランド統一がなされるまでの間に、北海道、東北、関東、静岡県（東部・伊豆）、東海、近畿、九州と、全国的に店舗展開していった。その後はサンチェーンの店舗を全てローソンに統合・一本化し、1994年5月にローソンへのブランド統一が完了。
1996年に社名もローソンに変更した。

サンチェーンでは1986年から1989年まで、アマチュアミュージシャンのコンテストとして、「サンチェーン・ミュージック・バトルロイヤル」を主催していた。同コンテストからはALI PROJECT、JAG-TOY、岩田麻里、KARAKなどがメジャーデビューを果たしている。ローソンとの合併に伴い同コンテストも終了した。

## サンチェーン放送局
店内放送として通常流れるインストゥルメンタルと異なり、定時放送としてラジオのようにゲストを迎えてのトーク等を放送していた。
正味一時間の番組で当時としては異例であったが、現在ではローソン（ローソンCSほっとステーション）、ファミリーマート、ミニストップ等で同様の独自放送をしており、コンビニ店内独自放送の元祖であった。
店舗出入口に放送時間を示すステッカーが貼ってあった。
- DJ - タージン
- テーマソング - T-SQUARE「宝島」(アルバム『S・P・O・R・T・S』収録)

## TVBサンチェーン
株式会社サンチェーンはかつて存在した、サンチェーンを運営していた法人である。1976年（昭和51年）設立。晩年にはダイエーの傘下となり1989年（平成元年）ローソンジャパン株式会社（同時に商号を株式会社ダイエーコンビニエンスシステムズに変更）へ合併し解散。解散後もコンビニエンスストア「サンチェーン」は1996年まで同社により運営されていた。

### 沿革
- 1976年10月 - 株式会社サンチェーン設立
- 1976年11月26日 - 1号店オープン（東京都の駒込店・町屋店・富士見台店の3つの店舗で同時オープン）
- 1977年4月 - 16店舗で24時間営業開始
- 1977年11月 - サンチェーン青果株式会社を設立し、直仕入れ個店配送開始
- 1977年11月 -株式会社サンデリカ設立し、弁当チェーン実験開始
- 1977年11月 - 総店舗数が100店舗達成
- 1977年12月5日 - 株式会社関西サンチェーン設立、大阪1号店「中本店」を出店
- 1978年1月 - 第一次コンピューターシステム「SUNICS」導入
- 1978年7月20日 - 名古屋市に山口町店を開店し、東海地区へ出店開始
- 1978年8月 - サンチェーン商事株式会社設立・加食物流センター開始
- 1978年9月30日 - 福岡市に美野島店を開店し、九州地区へ出店開始
- 1978年10月25日 - 札幌市に東屯田通り店を開店し、北海道へ出店開始
- 1978年10月28日 - 仙台市に大町2丁目店、原町店を開店し、東北地区へ出店開始
- 1978年11月9日 - 千葉県八千代市にサンチェーン流通学園開設
- 1978年12月 - サンデーリー株式会社設立し、日配食品物流センター開始
- 1979年3月 - 東海・九州・北海道・東北を子会社化し9社体制とする
- 1980年9月 - ローソンジャパン株式会社と業務提携し、ダイエーグループへ参加
- 1980年9月 - 長崎県、新潟県へ出店開始
- 1981年8月 - 小型実験店、「プチサン」要町店を開店
- 1981年9月 - フードサービス設置の実験店、「アドバンス・コンビニエンス」早稲田通り店
- 1981年11月 - 第二次コンピューターオンラインシステム「ATLAS」 店舗端末｛ASSIST｝導入
- 1982年10月 - 本社を台東区上野の「サンチェーンビル」に移転、同時に新CIシステム「シティ･コンビニエンス」導入開始[9]
- 1983年4月 - 旭川市に出店開始
- 1985年4月28日 - ニューメディア実験店「三鷹仲通り店」オープン
- 1985年10月 - ローソンとの全国日配品共同配送開始
- 1986年3月 - 「新フランチャイズシステム」スタート
- 1986年4月 - 出光興産と共同で、ガソリンスタンド併設「CVSS1号店」オープン
- 1986年6月 - 「ぱあと3プロジェクト導入実験開始
- 1986年8月 - ローソン・サンチェーンのエリア再編成
- 1986年9月 - 「サンチェーン放送局」開局
- 1987年3月 - 茨城県へ出店開始
- 1988年2月 - 静岡県へ出店開始
- 1988年6月 - D・CVS・コンピューターシステム稼動開始
- 1988年9月 - POSシステム導入開始
- 1988年12月 - 総店舗数1000店達成
- 1989年3月 - ローソンジャパン株式会社に合併し解散。ローソンジャパンは、株式会社ダイエーコンビニエンスシステムズに商号変更。